# Pier Angelo della Scala

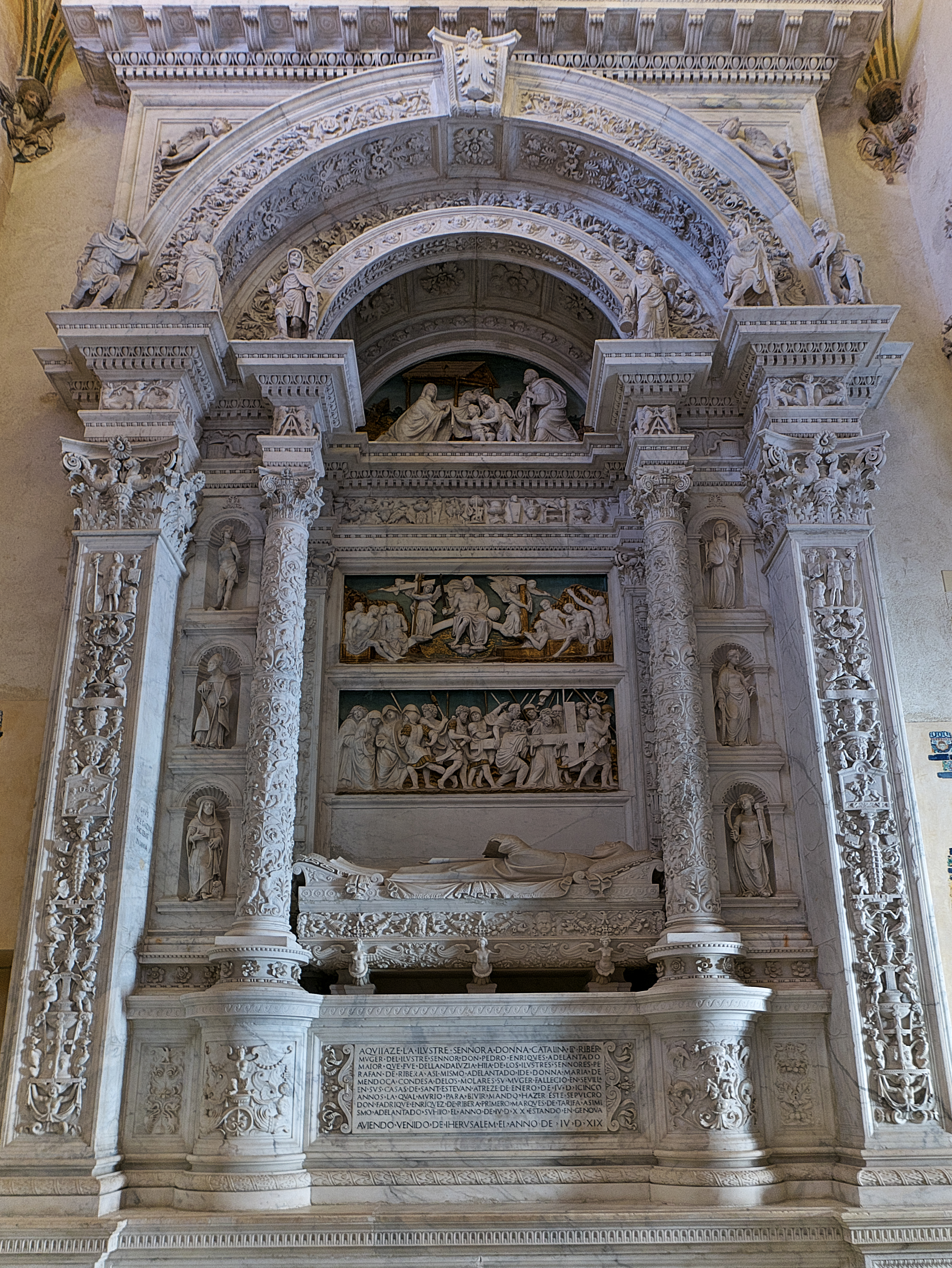
Pier Angelo della Scala, Grabmal der Catalina de Ribera y Hurtado de Mendoza

Pier Angelo della Scala (* um 1489 in Carona; † nach 1527 in Genua) war ein schweizerisch-italienischer Baumeister und Bildhauer der Frührenaissance.

## Leben
Pier Angelo arbeitete mit Bernardino Gaggini aus Bissone und Giovanni Antonio Aprile aus Carona in Genua und in Spanien. Im Jahr 1526 schufen sie das Grabmal für den Bischof von Avila, Francisco Ruiz für das Kloster San Juan de la Penitencia in Toledo. Heute befindet es sich in der Kirche der Universität Sevilla. Im Jahr 1527 schuf Pier Angelo die Marmorkanzel der  Kathedrale San Lorenzo in Genua.